# Voulgézac
Voulgézac és un municipi francès situat al departament del Charente i a la regió de la Nova Aquitània. L'any 2007 tenia 273 habitants.

## Demografia

### Població
El 2007 la població de fet de Voulgézac era de 273 persones. Hi havia 108 famílies de les quals 24 eren unipersonals (16 homes vivint sols i 8 dones vivint soles), 40 parelles sense fills, 32 parelles amb fills i 12 famílies monoparentals amb fills.
La població ha evolucionat segons el següent gràfic:
Habitants censats

### Habitatges
El 2007 hi havia 130 habitatges, 109 eren l'habitatge principal de la família, 9 eren segones residències i 12 estaven desocupats. Tots els 130 habitatges eren cases. Dels 109 habitatges principals, 91 estaven ocupats pels seus propietaris, 15 estaven llogats i ocupats pels llogaters i 3 estaven cedits a títol gratuït; 3 tenien dues cambres, 15 en tenien tres, 33 en tenien quatre i 58 en tenien cinc o més. 83 habitatges disposaven pel capbaix d'una plaça de pàrquing. A 45 habitatges hi havia un automòbil i a 59 n'hi havia dos o més.

### Piràmide de població
La piràmide de població per edats i sexe el 2009 era:
| Homes | Edats   | Dones |
| ----- | ------- | ----- |
| 0     | 95 o +  | 0     |
| 0     | 90 a 94 | 0     |
| 0     | 85 a 89 | 4     |
| 4     | 80 a 84 | 0     |
| 0     | 75 a 79 | 8     |
| 0     | 70 a 74 | 0     |
| 12    | 65 a 69 | 4     |
| 12    | 60 a 64 | 20    |
| 8     | 55 a 59 | 4     |
| 4     | 50 a 54 | 8     |
| 4     | 45 a 49 | 0     |
| 8     | 40 a 44 | 16    |
| 20    | 35 a 39 | 12    |
| 24    | 30 a 34 | 24    |
| 8     | 25 a 29 | 8     |
| 0     | 20 a 24 | 0     |
| 12    | 15 a 19 | 8     |
| 8     | 10 a 14 | 16    |
| 16    | 5 a 9   | 8     |
| 16    | 0 a 4   | 4     |

## Economia
El 2007 la població en edat de treballar era de 176 persones, 132 eren actives i 44 eren inactives. De les 132 persones actives 121 estaven ocupades (70 homes i 51 dones) i 11 estaven aturades (5 homes i 6 dones). De les 44 persones inactives 13 estaven jubilades, 15 estaven estudiant i 16 estaven classificades com a «altres inactius».

### Ingressos
El 2009 a Voulgézac hi havia 110 unitats fiscals que integraven 283,5 persones, la mediana anual d'ingressos fiscals per persona era de 17.676 €.

### Activitats econòmiques
Dels 5 establiments que hi havia el 2007, 3 eren d'empreses de construcció i 2 d'empreses de comerç i reparació d'automòbils.
Dels 2 establiments de servei als particulars que hi havia el 2009, 1 era un paleta i 1 electricista.
L'any 2000 a Voulgézac hi havia 13 explotacions agrícoles que ocupaven un total de 477 hectàrees.

## Equipaments sanitaris i escolars
El 2009 hi havia una escola elemental integrada dins d'un grup escolar amb les comunes properes formant una escola dispersa.

## Poblacions més properes
El següent diagrama mostra les poblacions més properes.